# Schierlings-Wasserfenchel
Der Schierlings-Wasserfenchel (Oenanthe conioides), auch Schierling-Rebendolde genannt, ist eine Pflanzenart aus der Gattung der Wasserfenchel innerhalb der Familie der Doldenblütler (Apiaceae). Diese Wasser- und Sumpfpflanze ist ein seltener Endemit.

## Beschreibung

### Vegetative Merkmale
Der Schierlings-Wasserfenchel ist eine zweijährige krautige Pflanze und erreicht Wuchshöhen von 100 bis zu 200 Zentimetern; bei Kümmerformen auch nur 10 bis 30 Zentimeter. Die Stängel sind aufrecht, stielrund, gerillt und ästig. Die Laubblätter des ersten Jahres sind nur einfach fiederschnittig mit gestielten, rundlichen, gespaltenen oder eingeschnittenen Blattabschnitten. Die Stängelblätter es zweiten Jahres sind
wechselständig angeordnet und doppelt gefiedert. Die Blattabschnitte zweiter Ordnung der unteren Laubblätter sind breit eiförmig, etwa 2 Zentimeter lang und breit und nahe dem Grund am breitesten. Die Blattabschnitte der oberen Laubblätter sind länger und schmaler; sie sind 15 bis 20 Millimeter lang und 6 bis 10 Millimeter breit.

### Generative Merkmale
Die Blütezeit reicht von Juni bis August. Die Blüten treten in Dolden 1. Ordnung auf, die wiederum zu Dolden 2. Ordnung angeordnet sind; es sind Doppeldolden. Diese Doppeldolden sind denen des Großen Wasserfenchels (Oenanthe aquatica) ähnlich. Die Hülle ist oft mehrblättrig. Der Griffel ist dünn, zuletzt zurückgebogen und 1 bis 1,5 Millimeter lang. Die Frucht ist ellipsoidisch, etwa 4,75 bis 5,5 Millimeter lang und 2 Millimeter im Querschnitt. Die Rippen der Frucht sind deutlich vorspringend.

## Vorkommen
Der Schierlings-Wasserfenchel ist ein Endemit im Gebiet der Tide-Elbe. Angaben von Belgien sind unrichtig. Weltweit einzigartig wächst der Schierlings-Wasserfenchel nur noch vom Hamburger Holzhafen bis etwa zur Staustufe Geesthacht. Die größten verbliebenen Bestände befinden sich im Jahre 2015 im Naturschutzgebiet Heuckenlock an der Süderelbe. Er ist eine Charakterart des Nasturtio officinale-Oenanthetum conioidis, einer Röhricht-Assoziation aus dem Verband Sparganio-Glycerion.
Die Art spielt in der Diskussion und Rechtsstreit um die weitere Elbvertiefung eine Rolle.

## Gefährdung
Der Schierlings-Wasserfenchel ist nach der Roten Liste der Farn- und Blütenpflanzen Deutschlands (Korneck et al. 1996) als „vom Aussterben bedroht“ bewertet. Es handelt sich um eine endemische Art, sodass für die Arterhaltung sowohl für den Bund als auch für die betroffenen Länder eine besondere Verantwortlichkeit besteht, weshalb sie als eine nationale Verantwortungsart innerhalb der Nationalen Strategie zur biologischen Vielfalt der Bundesregierung eingestuft wurde.
Die Fauna-Flora-Habitat-Richtlinie 92/43/EWG (FFH-Richtlinie) stuft den Schierlings-Wasserfenchel als prioritäre Art ein. Dieser Status verpflichtet die Bundesrepublik Deutschland zur möglichst umgehenden Durchführung von Schutzmaßnahmen, die den Erhaltungszustand dieser Art verbessern.

## Taxonomie
Der  Schierlings-Wasserfenchel wurde 1859 von Johan Martin Christian Lange in Haandbog i den Danske Flora, ed. 2, S. 199 als Oenanthe conioides erstbeschrieben.